# Кармільчик Олександр Валентинович
Олекса́ндр Валенти́нович Кармі́льчик (нар. 2 липня 1981 — 14 квітня 2015) — старший солдат Збройних сил України.

## Життєвий шлях
У часі війни — командир відділення 93-ї окремої механізованої бригади.
Загинув 14 квітня 2015-го поблизу селища Піски Ясинуватського району.
Похований у Ракові 19 квітня 2015-го з військовими почестями.
Без Олександра лишились мама, дружина Тетяна, син Данило 2007 р.н.

## Нагороди та вшанування
- Указом Президента України № 553/2015 від 22 вересня 2015 року — орденом «За мужність» III ступеня (посмертно)[1]